# Hans von Koester
Hans Ludwig Raimund von Koester (ur. 29 kwietnia 1844 w Schwerinie, zm. 21 lutego 1928 w Kilonii) – niemiecki oficer Cesarskiej Marynarki Wojennej w stopniu wielkiego admirała (niem. Großadmiral), pierwszy oficer w służbie czynnej awansowany do tego stopnia. 

## Życiorys
Od 1859 roku służył w marynarce wojennej Królestwa Prus. Pierwsze samodzielne dowództwo jednostką morską objął na brygu „Udine” w stopniu kapitana marynarki (niem. Kapitänleutnant). Od 1975 roku był dowódcą korwety. Następnie przeniesiony na stanowisko wykładowcy do Akademii Marynarki w Kilonii. W latach 1878-1880, jako pierwszy oficer fregaty żaglowej „Prinz Albert” odbył z kadetami rejs szkoleniowy do Chin. W 1884 roku awansowany do stopnia komandora (niem. Kapitän zur See) objął stanowisko szefa sztabu Admiralicji, którą kierował gen. por. Leo von Caprivi. W latach 1887-1889 piastował funkcję głównego dyrektora stoczni marynarki w Kilonii. W 1890 roku awansowany na stopień kontradmirała (niem. Konteradmiral) został dowódcą eskadry. W 1891 roku tymczasowo dowodził dywizjonem szkoleniowym. Od 1893 roku, w stopniu wiceadmirała dowodził eskadrą manewrową. W 1896 roku został admirałem oraz objął dowództwo bałtyckiej bazy morskiej w Kilonii. W 1899 roku został wyznaczony na Generalnego Inspektora Marynarki Wojennej, a rok później został Szefem Floty Szkolnej. Od 1903 roku mianowany jednocześnie szefem Dowództwa Floty Bojowej (niem. Kommando der aktiven Schlachtflotte). 28 czerwca 1905 roku Koester został pierwszym oficerem niemieckiej marynarki w służbie czynnej, który otrzymał stopień wielkiego admirała (niem. Großadmiral). W stan spoczynku przeszedł w 1906 roku. 

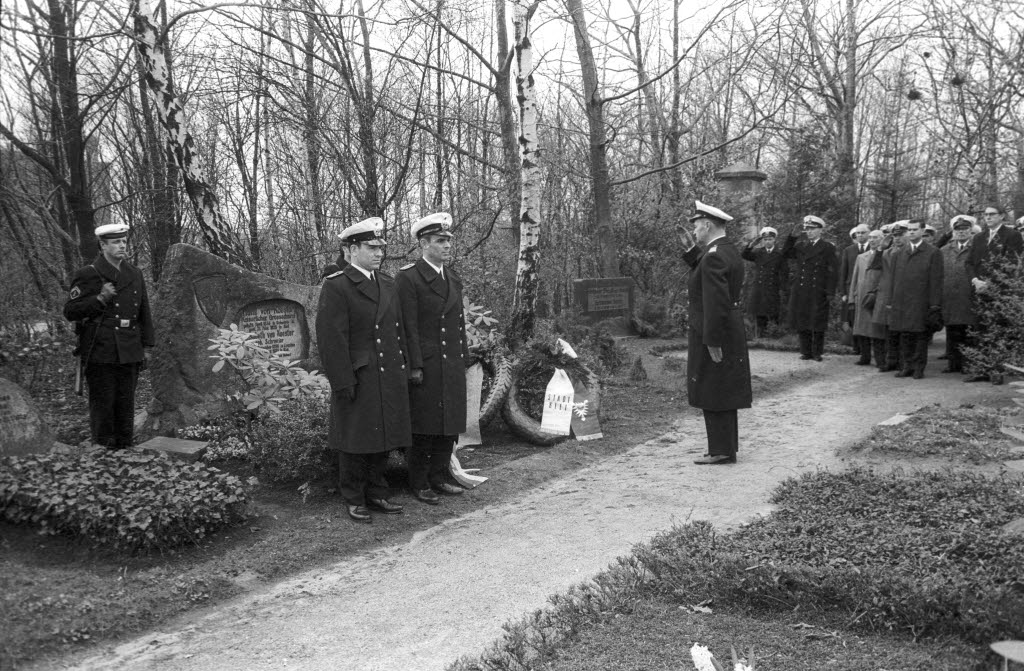
Uroczystości przy grobie admirała Hansa von Koestera na cmentarzu w Kilonii. 1969 rok.

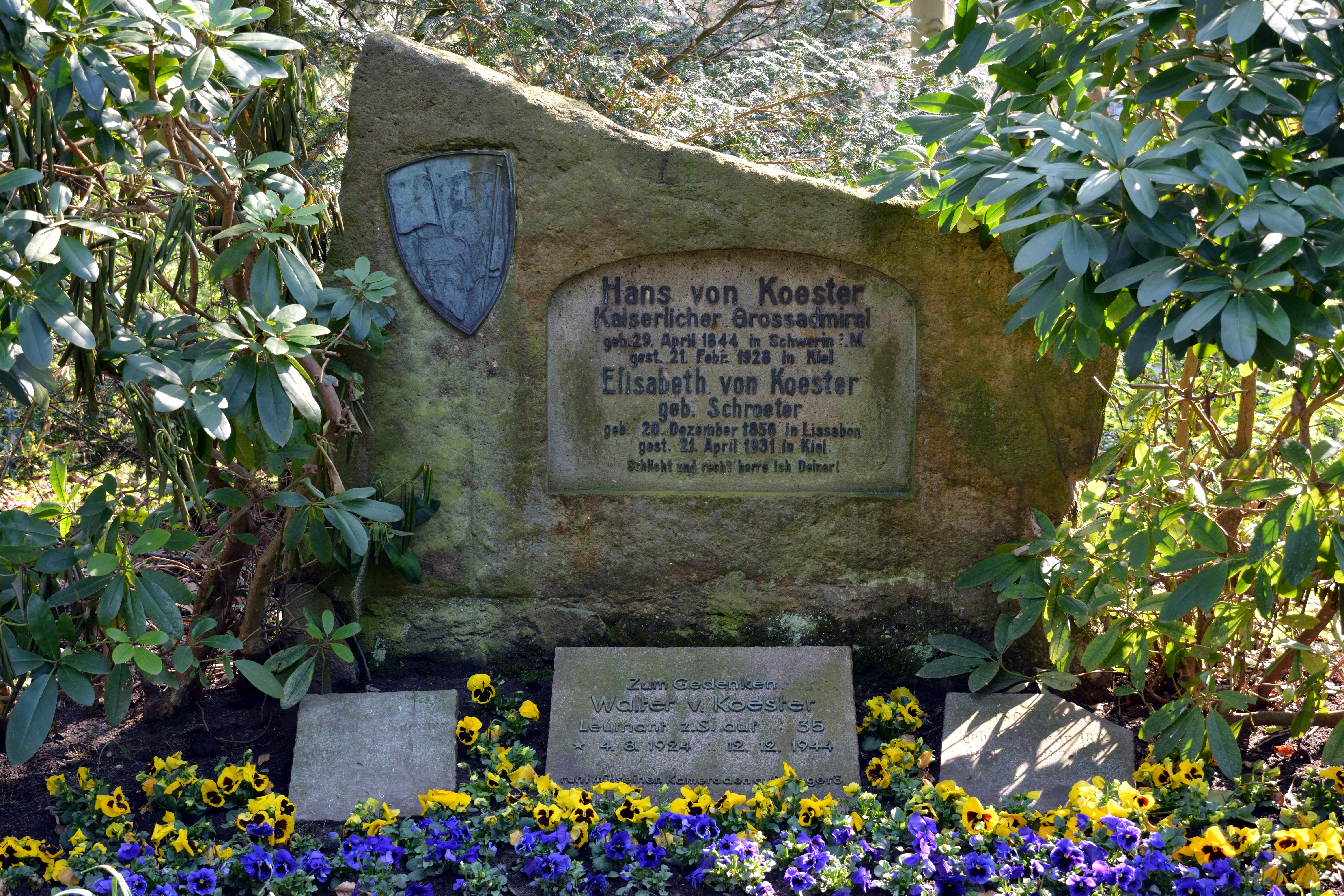
Grób Hansa von Koestera na cmentarzu w Kilonii

## Odznaczenia
Odznaczenia admirała van Koestera to między innymi:
- Order Orła Czarnego z łańcuchem i brylantami (Prusy)
- Krzyż Wielki Orderu Orła Czerwonego z koroną (Prusy)
- Order Królewski Korony I klasy (Prusy)
- Wielki Komandor Orderu Hohenzollernów (Prusy)
- Krzyż Żelazny II klasy (Prusy)
- Odznaka za Służbę Wojskową (Prusy)
- Krzyż Wielki Orderu Bertholda I (Badenia)
- Krzyż Wielki Orderu Lwa Zeryngeńskiego z liśćmi dębu (Badenia)
- Krzyż Wielki Orderu Zasługi Wojskowej (Bawaria)
- Krzyż Wielki Orderu Ludwika (Hesja)
- Krzyż Wielki Orderu Gryfa (Meklemburgia)
- Krzyż Wielki Orderu Domowego i Zasługi Księcia Piotra Fryderyka Ludwika (Oldenburg)
- Krzyż Honorowy Reusski pokojowy 1 klasy (Księstwo Reuss-Gera)
- Order Korony Rucianej (Saksonia)
- Krzyż Wielki Orderu Sokoła Białego (Saksonia-Weimar)
- Krzyż Wielki Orderu Ernestyńskiego (Saksonia)
- Krzyż Wielki Orderu Korony Wirtemberskiej (Wirtembergia)
- Wielka Wstęga Orderu Leopolda (Belgia)
- Order Podwójnego Smoka II stopnia I klasy (Chiny)
- Order Słonia (Dania)
- Kawaler Krzyża Wielkiego Orderu Królewskiego Wiktoriańskiego (Wielka Brytania)
- Komandor Orderu Kalākauy (Hawaje)
- Złote Promienie ze Wstęgą Orderu Wschodzącego Słońca (Japonia)
- Wielki Oficer Orderu Świętych Maurycego i Łazarza (Królestwo Włoch)
- Kawaler Krzyża Wielkiego Orderu Korony Włoch (Królestwo Włoch)
- Krzyż Wielki Orderu Świętego Karola (Monako)
- Kawaler Krzyża Wielkiego Orderu Lwa Niderlandzkiego (Niderlandy)
- Komandor z Gwiazdą Orderu Świętego Olafa (Norwegia)
- Krzyż Wielki Orderu Leopolda (Austro-Węgry)
- Kawaler Orderu Korony Żelaznej I klasy (Austro-Węgry)
- Order Świętego Aleksandra Newskiego z brylantami (Imperium Rosyjskie)
- Order Świętej Anny I klasy (Imperium Rosyjskie)
- Order Królewski Serafinów (Szwecja)
- Komandor Krzyża Wielkiego Orderu Miecza z koroną (Szwecja)
- Krzyż Wielki Zasługi Morskiej (Hiszpania)